# Olympische Winterspiele 1976/Teilnehmer (Japan)
| Gelbes Symbol für Goldmedaillen mit stilisierten Olympischen Ringen | Graues Symbol für Silbermedaillen mit stilisierten Olympischen Ringen | Braundes Symbol für Bronzemedaillen mit stilisierten Olympischen Ringen |
| ------------------------------------------------------------------- | --------------------------------------------------------------------- | ----------------------------------------------------------------------- |
| —                                                                   | —                                                                     | —                                                                       |

Japan nahm an den Olympischen Winterspielen 1976 im österreichischen Innsbruck mit einer Delegation von 58 Athleten, 50 Männer und 8 Frauen, teil.
Seit 1928 war es die zehnte Teilnahme Japans an Olympischen Winterspielen.

## Flaggenträger
Der Eisschnellläufer Masaki Suzuki trug die Flagge Japans während der Eröffnungsfeier im Bergiselstadion.

## Teilnehmer nach Sportarten

### Ski Alpin
Herren:
- Haruhisa Chiba
Riesenslalom: DSQ
Slalom: DNF
- Masami Ichimura
Riesenslalom: DNF
Slalom: DNF
- Mikio Katagiri
Abfahrt: 27. Platz – 1:50,03 min
Riesenslalom: 37. Platz – 3:52,73 min
Slalom: DNF
- Sumihiro Tomii
Abfahrt: 20. Platz – 1:48,88 min
Riesenslalom: 34. Platz – 3:49,73 min
Slalom: 29. Platz – 2:18,67 min

### Biathlon
Herren:
- Hiroyuki Deguchi
Einzel (20 km): 30. Platz – 1:24:53,84 h; 6 Fehler
Staffel (4 × 7,5 km): 14. Platz – 2:17:09,04 h; 10 Fehler
- Isao Ono
Staffel (4 × 7,5 km): 14. Platz – 2:17:09,04 h; 10 Fehler
- Kazuo Sasakubo
Einzel (20 km): 41. Platz – 1:27:35,31 h; 6 Fehler
- Yoshiyuki Shirate
Staffel (4 × 7,5 km): 14. Platz – 2:17:09,04 h; 10 Fehler
- Manabu Suzuki
Einzel (20 km): 38. Platz – 1:26:35,79 h; 7 Fehler
Staffel (4 × 7,5 km): 14. Platz – 2:17:09,04 h; 10 Fehler

### Bob
| Zweierbob: - Kazumi Abe / Susumu Esashika (JPN I) 24. Platz – 3:56,06 min - Rikio Sato / Kimihiro Shinada (JPN II) 22. Platz – 3:53,72 min | Viererbob: - Kazumi Abe / Susumu Esashika / Rikio Sato / Kimihiro Shinada 18. Platz – 3:49,41 min |

### Eishockey
Herren: 9. Platz
| - Takeshi Akiba - Takeshi Azuma - Kiyoshi Esashika - Tsutomu Hanzawa - Sadaki Honma - Hiroshi Hori - Yoshio Hoshino - Minoru Itō - Yoshiaki Kyoya | - Minoru Misawa - Hitoshi Nakamura - Iwao Nakayama - Toshimitsu Otsubo - Hideo Sakurai - Yasushio Tanaka - Hideo Urabe - Osamu Wakabayashi - Koji Wakasa |

### Eiskunstlauf
| Damen: - Emi Watanabe 13. Platz | Herren: - Mitsuru Matsumura 11. Platz - Minoru Sano 9. Platz |

### Eisschnelllauf
| Damen: - Keiko Hasegawa 500 m: 17. Platz – 45,09 s 1000 m: 24. Platz – 1:35,42 min - Chieko Itō 1500 m: 22. Platz – 2:25,27 min 3000 m: 21. Platz – 5:02,57 min - Makiko Nagaya 500 m: 7. Platz – 43,88 s 1000 m: 9. Platz – 1:31,23 min - Yuko Yaegashi-Ota 1000 m: 20. Platz – 1:33,99 min 1500 m: 24. Platz – 2:25,74 min 3000 m: 19. Platz – 4:58,92 min | Herren: - Norio Hirate 500 m: 16. Platz – 40,85 s 1000 m: 30. Platz – 1:29,42 min - Masayuki Kawahara 5000 m: 24. Platz – 8:10,08 min - Mikio Ōyama 500 m: 18. Platz – 40,90 s 1000 m: 24. Platz – 1:25,91 min - Masaki Suzuki 500 m: 11. Platz – 40,22 s 1000 m: 19. Platz – 1:23,40 min - Masahiko Yamamoto 1500 m: 21. Platz – 2:06,67 min 5000 m: 22. Platz – 8:06,97 min 10.000 m: 16. Platz – 16:20,83 min |

### Rodeln
| Damen: - Mieko Ogawa 19. Platz – 3:00,730 min - Teruko Yamada 20. Platz – 3:00,808 min | Herren: - Kazuaki Ichikawa 27. Platz – 3:42,442 min - Hidetoshi Sato 24. Platz – 3:40,931 min | Doppelsitzer: - Kazuaki Ichikawa / Masaaki Oyagi 18. Platz – 1:30,583 min |

### Ski Nordisch

#### Langlauf
| Damen: - Mikiko Terui 5 km: 26. Platz – 17:29,65 min 10 km: 30. Platz – 33:25,81 min | Herren: - Ryoji Fujiki 15 km: 58. Platz – 49:40,48 min 30 km: 57. Platz – 1:42:59,25 h - Kiyoshi Hayasaka 15 km: 50. Platz – 48:46,93 min 30 km: 55. Platz – 1:41:33,76 h |

#### Skispringen
- Hiroshi Itagaki
Normalschanze: 20. Platz – 221,1 Punkte
Großschanze: 19. Platz – 183,1 Punkte
- Takao Itō
Normalschanze: 24. Platz – 213,9 Punkte
Großschanze: 22. Platz – 183,2 Punkte
- Kōji Kakuta
Normalschanze: 29. Platz – 210,4 Punkte
- Yukio Kasaya
Normalschanze: 16. Platz – 224,0 Punkte
Großschanze: 17. Platz – 192,3 Punkte
- Minoru Wakasa
Großschanze: 29. Platz – 177,5 Punkte

#### Nordische Kombination
- Yūji Katsuro
Einzel (Normalschanze / 15 km): 21. Platz
- Michio Kubota
Einzel (Normalschanze / 15 km): 30. Platz